# 颱風海馬 (2016年)
颱風海馬（英語：Typhoon Haima，國際編號：1622，聯合颱風警報中心：WP252016，菲律賓大氣地球物理和天文服務管理局：Lawin）為2016年太平洋颱風季第22個被命名的熱帶氣旋。此名由中國大陸提供，是一種海洋動物。海馬是2016年吹襲菲律賓的最強風暴之一，也是10月第3個影響華南地區的熱帶氣旋。海馬導致菲律賓大氣地球物理和天文服務管理局首次需要發出五號風暴信號，亦令香港天文台及澳門氣象局繼1995年颱風斯寶後，21年以來首次在10月發出八號熱帶氣旋警告信號。因為海馬在菲律賓和中國大陸造成嚴重損失，所以此名稱已在第49次颱風委員會會議中被永久除名，新名稱由「木蘭」取代。

## 發展過程

### 極佳環境中爆發
在熱帶氣旋莎莉嘉尚未形成之際，電腦數值預報模式已預報此系統將緊接莎莉嘉而來，可是不確定性極大，西至移向珠江口一帶，東至在呂宋以東轉向。這個預報中的低壓區於10月13日在楚克以西海域生成，美國海軍研究實驗室給予熱帶擾動編號94W。在垂直風切變微弱、海水炎熱和上空反氣旋加強高空輻散的優良環境下，該系統在10月14日快速整合和開始旋轉，呈現熱帶氣旋雛形，臺灣中央氣象局在午夜12時把該系統升格為熱帶性低氣壓，聯合颱風警報中心亦在凌晨4時半對此低壓區發出熱帶氣旋形成警報，而日本氣象廳在上午9時半把該低壓區升為熱帶低氣壓時，已隨即對其發出烈風警報，表示一日內會加強為熱帶風暴。因應系統對流變得活躍，臺灣中央氣象局於15日午夜12時把海馬升格為輕度颱風；聯合颱風警報中心在15日凌晨5時把該系統升為熱帶低氣壓，並給予熱帶氣旋編號25W；日本氣象廳則在上午9時25分把該熱帶低氣壓正式升為熱帶風暴，並命名為海馬，給予國際編號1622，聯合颱風警報中心在之後的一報（上午11時）也作出此項升格。雖然數值預報分歧甚大，但各官方氣象部門對海馬的首報預測均異常進取和一致，預計海馬長時間受惠於上述極佳環境，強度持續爆發增強至極高水平，並直指呂宋北部而行。
海馬的強度在16日一如所料地穩步上揚，低層環流中心被對流雲帶包裹及鞏固，組成中心密集雲團。海馬於早上6時45分進入香港天文台責任範圍時已把海馬評為強烈熱帶風暴；中國國家氣象中心和日本氣象廳亦分別在凌晨5時40分和上午9時05分把海馬升為強烈熱帶風暴。日間海馬急劇增強並出現「雲捲風眼」，聯合颱風警報中心、香港天文台、中國國家氣象中心和日本氣象廳接連在上午11時正、11時45分、下午2時15分和3時05分把海馬升為颱風，臺灣中央氣象局在下午2時把海馬升格為中度颱風，香港天文台更在當晚10時正把海馬升為強颱風。

### 兩度雙眼牆撲呂宋
經過一段西北偏北路徑後，海馬在17日移至副熱帶高壓脊南側，並改向西北偏西移動，時速約20至25公里。極佳環境使海馬迅速而顯著加強之勢持續，中心處打開一個眼壁平滑的「針眼」，中國國家氣象中心在早上8時35分把海馬升為強颱風，至下午5時25分更把海馬進一步升為超強颱風，香港天文台到晚上10時也作出此項升格。臺灣中央氣象局於18日凌晨2時把海馬升格為強烈颱風，隨後海馬發展出「雙重眼壁」現象，並快速完成其「眼壁更替週期」，內眼壁被外眼壁取代後風眼擴大，強度上升趨勢停頓半日後恢復，聯合颱風警報中心在下午5時把海馬升為超級颱風。數值預報運算結果搖擺不定但分歧縮減，顯示海馬移入南海東北部後，受到副熱帶高壓脊減弱並東退至臺灣的影響而轉向，移至珠江口以東一帶，登陸點介乎香港至汕頭；官方部門也預計海馬在呂宋北部或巴林坦海峽掠過後，會在南海東北部改為北移，直逼汕頭、汕尾之間的廣東東部沿岸。海馬在當晚至19日日間達到巔峰強度，其強度已經達到薩菲爾-辛普森颶風等級下的五級標準，其後海馬維持快速向西或西北偏西推進，直撲呂宋。
此時各部門對海馬的接近中心最高持續風速均評為每小時200公里或以上，僅次於同年較早前的颱風莫蘭蒂，當中最值得留意的是菲律賓大氣地球物理和天文服務管理局把海馬的中心風力評為每小時225公里（以10分鐘平均風速計算），達到當地於2013年颱風海燕後增設之超強颱風分級，反而先前更猛烈的莫蘭蒂則以些微之差未有升為此級別。海馬在黃昏再次發展出「雙重眼壁」，可是這次的眼壁更替卻未能趕及在登陸前完成而失敗收場，其強度稍為回落，菲律賓大氣地球物理和天文服務管理局表示海馬在晚上11時登陸菲律賓呂宋卡加延省。登陸後海馬的結構遭受地形破壞，風眼變得模糊不清，反映強度下跌，中國國家氣象中心和香港天文台分別在20日凌晨2時25分和3時半把海馬降為強颱風，臺灣中央氣象局在凌晨2時把海馬降為中度颱風，聯合颱風警報中心亦在凌晨5時把海馬降為颱風。

### 直襲廣東東部

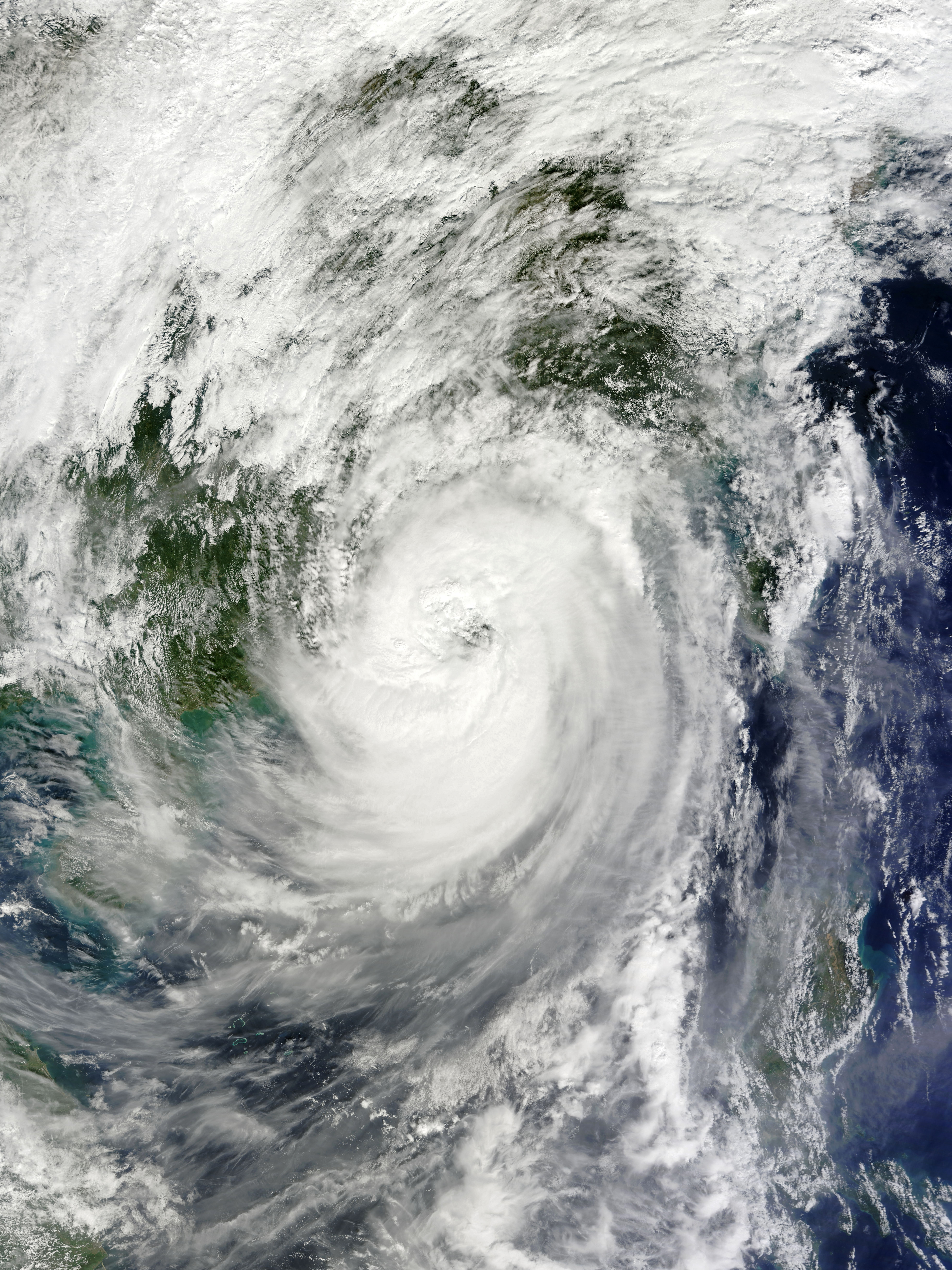
海馬登陸中國大陸前一刻。

海馬於呂宋肆虐8小時後，在早上7時左右移入南海東北部，維持大致向西北或西北偏西前進，直指廣東東部沿岸。海馬亦嘗試重新組織，其「雲塞風眼」重新開啟為一個直徑過百公里的大型風眼，然而香港天文台仍在21日凌晨2時45分把海馬降為颱風。此時海馬抵達副熱帶高壓脊西南側，開始採取西北偏北路線。中國國家氣象中心宣佈，海馬在下午12時40分於廣東汕尾海丰县鲘门镇登陸。海馬的風眼在登陸後被填塞，眼壁開始崩塌，中國國家氣象中心在下午2時10分把海馬降為颱風，2小時後更降為強熱帶風暴；臺灣中央氣象局於下午2時把海馬降為輕度颱風，日本氣象廳亦於下午2時50分先行把海馬降為強烈熱帶風暴，香港天文台至下午4時45分跟隨。此外聯合颱風警報中心未待把海馬降至颱風以下級別，便已在下午5時發出最後警報。
傍晚海馬北移深入內陸，陸地摩擦導致中心密集雲團崩潰，強度急速下降。中國國家氣象中心、香港天文台和日本氣象廳分別在晚上7時15分、45分及8時50分把海馬進一步降為熱帶風暴，中國國家氣象中心更在晚上11時20分已經把海馬降為熱帶低氣壓，香港天文台和日本氣象廳於海馬轉向東北偏北之際，先後在22日凌晨1時45分和2時50分亦作出此項降格，臺灣中央氣象局在凌晨2時把海馬降為熱帶性低氣壓。最終中國國家氣象中心在凌晨5時10分宣佈對海馬停止編號，香港天文台在早上6時15分把海馬降為低壓區，此時海馬的低層環流中心已無法辨認，深層對流殆盡。海馬的殘餘雲帶向東北移動，於23日早上經杭州移出東海時受到冷空氣影響而轉化為溫帶氣旋。出海後海馬再改向正東方向移動，抵達吐噶喇列島附近並重新發展出烈風風力，不過25日海馬減弱至強風級，26日終告消散。

### 事後調整
香港天文台在11月22日公佈海馬報告，把海馬的接近中心最高持續風速由每小時220公里稍為上調至每小時230公里，同時把降為颱風的時間大幅提早至20日早上，即海馬剛進入南海之時。

## 影響

### 菲律賓
當地發出之最高風暴信號：五號風暴信號

颱風海馬登陸呂宋的一刻

海馬為一發展成熟的颱風，並直指呂宋而行，菲律賓大氣地球物理和天文服務管理局在10月18日凌晨5時發出一號風暴信號，當時海馬集結在達特以東約1070公里。由於海馬來勢兇猛，當局在晚上11時發出二號風暴信號，當時海馬移至巴勒爾以東約750公里。海馬步步進逼，對呂宋構成重大威脅，菲律賓大氣地球物理和天文服務管理局在翌晨（19日）8時和上午11時接連發出三號和四號風暴信號。午後海馬加強為當地之超強颱風，當局在下午2時針對卡加延省、伊莎貝拉省發出五號風暴信號，當時海馬位於卡西古蘭以東約300公里。是次為菲律賓大氣地球物理和天文服務管理局在2013年颱風海燕過後增設五號風暴信號以來，首次發出最高風暴信號。當地天氣急速轉壞，有狂風暴雨並受颶風程度旋風影響。海馬在晚上11時登陸呂宋卡加延省，20日早上進入南海。風暴至今造成最少8死，以及超過10億菲律賓披索的經濟損失，導致菲律賓大氣地球物理和天文服務管理局宣佈把當地名稱「Lawin」除名。

### 中國大陸
當地發佈之最高颱風預警信號： 颱風紅色預警信號
熱帶氣旋莎莉嘉登陸廣西並減弱後，海馬移入南海並嚴重威脅珠江口以東一帶，中國國家氣象中心在10月20日早上6時接續發佈颱風橙色預警信號，当时海马集结在菲律宾吕宋西北部。海馬高速逼近，國家氣象中心在下午6時發佈颱風紅色預警信號，當時海馬移至深圳之東南約570公里。中国气象局启动重大气象灾害（台风）二级应急响应，预料海马将于21日下午以台风或强台风强度在广东珠海到汕尾一带沿海登陆。国家海洋局海洋预报台在10月20日下午4时发布海浪一级警报，预料广东东部沿岸海域将出现4到6米的巨浪到狂浪，对广东省惠州市和深圳市的发布风暴潮黄色预警。
海馬造成江苏、福建、广东189.9万人受灾，超過3800间房屋受損，直接经济损失47.6亿元人民幣。

#### 廣東
广东省重大气象灾害应急办公室在10月20日下午2时启动气象灾害（台风）二级应急响应，同时广东省防汛抗旱总指挥部启动防风Ⅱ级应急响应，当局预计海马将于21日中午到下午以台风或强台风级别在深圳到汕尾之间沿海地区登陆。
10月20日，海马进入南海北部，逐渐靠近珠江口以東沿海地区。广州市要求渔船严禁出海作业，关闭海滨、海岛旅游景点，在沿海沿河重点地区做好人员转移撤离动员的准备。深圳市启动全市防台风和防汛一级应急响应，宣布21日停工、停业、停市、停课。这是继台风妮妲之后，同一年内再次宣布“四停”。广铁集团宣布21日的广深城际、莞惠城际，广深港高铁、厦深高铁动车组及广九直通车全部停运，京九、漳龙、畲汕等普速铁路部分列车停运。惠州市率先发布台风红色预警信号，启动防台风一级应急响应，宣布21日停工停课。

### 香港
- 當地發出之最高熱帶氣旋警告信號： 八號西北烈風或暴風信號 /  八號西南烈風或暴風信號
- 最接近當地時間：2016年10月21日下午1時[48]
- 最接近當地位置：香港之東北偏東約110公里[48]

正當遠離之際，各大電腦數值預報模式均顯示海馬會在橫過呂宋後移向珠江口以東沿岸，並可能在香港以東近距離掠過，路徑與1964年10月中懸掛十號信號的颱風黛蒂相似，掠過呂宋進入南海後直指向香港以東水域；香港天文台在10月19日下午12時05分發出「特別天氣提示」，指出海馬將在翌晨移入南海北部，屆時天文台會發出熱帶氣旋警告信號。天文台亦表示海馬有可能於21日在香港100公里範圍內掠過，當日天氣將繼先前熱帶氣旋莎莉嘉吹襲後再次顯著轉壞，會有頻密狂風大雨。海馬在20日早上移入距離香港800公里範圍，天文台在早上8時20分發出一號戒備信號，當時海馬集結在香港之東南約750公里。天文台預料海馬在日間仍與香港保持一段距離，但晚間境內風勢會逐步增強，天文台會在當晚考慮發出三號信號，後於下午6時45分表示短時間內發出三號熱帶氣旋警告信號。因應海馬來勢洶洶，天文台在晚上8時40分發出三號強風信號，當時海馬移至香港之東南約440公里。天文台隨即表示在翌晨（21日）視乎海馬的動向和境內風勢來考慮發出八號信號，到晚上11時45分更特別指出海馬對香港威脅相當大，21日凌晨香港風勢迅速增強並有頻密狂風大雨。
21日凌晨海馬由強颱風減弱為颱風（事後報告把降為颱風的時間大幅提前至20日早上，亦即是海馬進入南海之時），但繼續逼近香港以東沿岸，香港開始受到狂風大雨和北至西北強風影響。天文台在凌晨4時10分發出「熱帶氣旋之特別報告」，宣佈在早上6時半或之前發出八號熱帶氣旋警告信號，教育局隨後宣佈所有學校當日停課。天文台在早上6時10分發出八號西北烈風或暴風信號，當時海馬位於香港之東南偏東約230公里。是次為自1995年颱風斯寶後，21年以來天文台首次在10月發出八號信號。天文台預計海馬在中午時份最接近香港，在香港以東約100公里掠過，八號信號在日間大部份時間需要維持。八號信號生效後香港風力普遍拾級而上，早上初段廣泛地區刮起偏北強風，至上午較後時間多處地區已經受西北烈風影響。天文台8個參考自動氣象站中，長洲在上午9時後率先上試烈風水平，至11時後流浮山和機場亦錄得烈風。天文台在上午10時45分提醒，海馬的西部眼壁正在靠近，境內風力仍會有所上升。
海馬於中午時份登陸汕尾，並在下午1時最接近香港，在香港之東北偏東約110公里掠過。天文台在下午2時15分改發八號西南烈風或暴風信號，當時海馬集結在香港之東北約120公里。天文台在半小時後表示預計海馬會逐漸遠離香港，境內風勢稍後會逐步減弱，黃昏前後會考慮改發三號信號，再於3時45分表示下午5時至晚上7時考慮改發三號熱帶氣旋警告信號。香港轉吹西至西南風，但由於海馬登陸開始減弱及快速移動，風向轉變後風勢不升反跌，除橫瀾島吹暴風外，其餘地區均下降至強風水平。天文台在下午5時20分改發三號強風信號，當時海馬移至香港之東北偏北約170公里，減弱為強烈熱帶風暴。天文台表示晚間風力會進一步緩和，屆時會取消所有熱帶氣旋警告信號。天文台在晚上10時10分直接取消所有熱帶氣旋警告信號，當時海馬位於香港之東北偏北約280公里。
海馬吹襲期間，天文台8個參考自動氣象站有6個錄得強風、當中3個錄得烈風，三號信號達標，八號信號亦只欠1站便達標。流浮山和長洲錄得之最高10分鐘平均風速為每小時75公里，而機場、青衣、啟德及西貢的最高10分鐘平均風速分別為每小時71、56、50及42公里。維港方面，尖沙咀天星碼頭的10分鐘平均風速為每小時69公里，表示市區亦受烈風影響。各區的風力均接近8月颱風妮妲正面襲港時的風勢。在多個追風熱點包括西環與尖沙咀，有不少市民一再漠視天文台警告，出外追風逐浪，其中一名中年漢20日晚離開將軍澳住所，疑於附近石灘觀浪時失足跌死。風暴共造成1死13傷，741班航班延誤或取消，近200棵樹木倒塌，當中銅鑼灣告士打道近景隆街塌樹堵塞西行多條行車線，而港鐵大學站亦有塌樹，導致東鐵綫服務延誤。

### 澳門
- 當地懸掛之最高熱帶氣旋信號：  八號西北風球
- 最接近當地時間：10月21日中午12時
- 最接近當地位置：澳門之東北偏東約180公里

地球物理暨氣象局在10月20日上午9時半表示半小時後懸掛熱帶氣旋信號。氣象局於上午10時懸掛一號風球，當時海馬集結在澳門之東南偏東約770公里。氣象局表示晚間視乎情況懸掛三號風球，後於晚上8時45分表示將在晚上11時懸掛三號風球。氣象局在晚上11時正懸掛三號風球，當時海馬移至澳門之東南約430公里。氣象局隨即表示翌晨（21日）視乎情況考慮懸掛八號風球。雖然海馬在凌晨採取較為偏北路徑並稍為減弱，但是海馬的烈風範圍較闊，氣象局為避免重蹈8月颱風妮妲的覆轍，在早上6時宣佈預計在早上8時半懸掛八號風球。氣象局在早上8時半懸掛八號西北風球，當時海馬位於澳門之東南偏東約250公里。是次為自1995年颱風斯寶後，21年以來兼踏入21世紀後氣象局首次在10月懸掛八號風球，教育暨青年局隨即宣佈所有學校當天停課。氣象局表示預計澳門風力將會增強，八號風球會維持一段時間；但市面風力未有明顯上升，3條大橋亦只錄得強風。海馬於中午12時最接近澳門，在澳門之東北偏東約180公里掠過。由於風力未有上升，隨著氣象局宣佈海馬在下午1時於汕尾登陸，氣象局放棄改掛八號西南風球，並在下午1時45分表示未來數小時將考慮改掛三號風球。氣象局在下午3時半改掛三號風球，不過氣象局網頁發生故障，故當時網頁顯示仍然懸掛八號風球，直至下午4時許才更正。氣象局隨後在網頁發出特別報告，表示網絡發生故障，並進行搶修。氣象局在晚上8時除下所有風球，當時海馬集結在澳門之東北約280公里。八號風球懸掛期間，澳門民防中心共接獲14宗事故報告，主要是棚架、招牌、簷篷搖搖欲墜和塌樹等，未有傷亡報告。

#### 後續情況
氣象局為颱風海馬懸掛八號風球，然而海馬採取較預期偏北路徑移動，並在澳門東面150公里外掠過，加上吹西北風時受地形屏蔽，澳門出現烈風的機會極低，三條跨海大橋無論一分鐘平均風速或一小時平均風速，仍與63km/h的風速下限仍有一定距離，但氣象局卻懸掛八號風球，結果導致八號風球懸掛期間風勢不大。
馮瑞權事後承認，預測有「少少偏差」，今次和同年8月颱風妮妲都達不到八號風球的標準，只達到三號風球風速。但因為考慮到學童上學需要，所以必須提早預測，及在早上6時前作出決定是否懸掛八號風球，即使用五、六小時前的數據作決定，當時「海馬」仍未完全進入雷達監測範圍，只能透過衛星雲圖評估海馬的結構和走向，原先預計澳門風力會在約上午10-11時後明顯加大，風速會達到每小時70公里左右。從熱帶氣旋路徑圖來看，颱風「海馬」的移動路徑原本是向西方移動，但上午九至十時海馬明顯轉向，移動至海岸時突然偏向東北，最後遠離澳門，因此本澳在懸掛八號風球期間，風力沒有預期大。由於海馬的移動路徑較預期更偏東，因此八號風球懸掛期間，風力沒有預期般大。馮瑞權表示，氣象預報存在很多困難，「一個三百公里以外颱風的走向，但預報誤差需少於二十至三十公里以內。」　
聚賢同心協會副理事長林宇滔指，雖然是次對氣象局的批評聲音沒有8月颱風妮妲來的猛烈，但是氣象局在自稱的「專業、科學」與人性化之間進退失據，隨意搬龍門。妮妲、海馬是兩個截然不同的情況，主要分別是妮妲在大鵬灣登陸後繼續向西北偏西移動，令澳門受其眼壁影響；而海馬在汕尾登陸後隨即轉向東北，令其烈風範圍僅能覆蓋香港，未能覆蓋澳門。他指出在法律沒明晰的情況下，氣象局以每小時平均風速來作為掛風球標準不符邏輯，更過份的是官網所公佈的實時數據均為十分鐘平均風速，所謂的每小時平均風速僅為內部數據，質疑為何要以無法對外提供的數據來掛風球；加上台灣、日本、香港均使用十分鐘平均風速，內地則採用兩分鐘平均，美國更使用一分鐘平均，澳門氣象局絕無必要以明顯較嚴格的每小時平均風速來決策，必須全面檢討及修訂熱帶氣旋行政命令，明晰及統一風球懸掛標準。
李靜儀認為氣象局的“專業判斷”與居民感覺存在較大落差，指如果連基本指標都缺乏難以服眾，一來當局掛風球的標準不清晰，澳門採用的指標是每小時平均風速，與其他地區採用較短時間區間內的平均風力計算不同，對於相關標準是否合時宜，以及是否應該檢討等問題並沒有作出交代；二來是測風點的選擇，她質疑十五個測風點要多少個達到懸掛八號風球的風速才達標。馮瑞權回應稱，香港使用的是每10分鐘平均風速，但強調澳門的也屬國際標準。
直選議員宋碧琪稱不少媒體報道來自該局員工對局方處理的種種不滿，批評該局沒有正面回應有關問題。高天賜亦指出，氣象局有處長職位一直懸空，卻無人上任，並在發言時出示一張早前在網上流傳氣象局副局長梁嘉靜在該局天台放置的「風水陣」照片，並問在場官員：「氣象局的專業設備，包不包括這樣東西？」。馮瑞權和羅立文均沒對此回應，又說處長一職責任更大，但薪酬比有一定年資的高級技術員沒高多少，所以無人願意做。

## 熱帶氣旋警告使用紀錄

### 菲律賓
| 菲律賓大氣地球物理和天文服務管理局 風暴信號 | 菲律賓大氣地球物理和天文服務管理局 風暴信號 | 菲律賓大氣地球物理和天文服務管理局 風暴信號 |
| ------------------------------------------- | ------------------------------------------- | ------------------------------------------- |
| 上一熱帶氣旋                                | 一號風暴信號                                | 下一熱帶氣旋                                |
| 颱風莎莉嘉                                  | 一號風暴信號                                | 熱帶風暴蝎虎                                |
| 颱風莎莉嘉                                  | 二號風暴信號                                | 熱帶風暴蝎虎                                |
| 颱風莎莉嘉                                  | 三號風暴信號                                | 超強颱風納坦                                |
| 超強颱風莫蘭蒂                              | 四號風暴信號                                | 超強颱風納坦                                |
| 首次發出                                    | 五號風暴信號                                | 超強颱風天鵝                                |

### 中國大陸
| 中國國家氣象中心 颱風預警信號 | 中國國家氣象中心 颱風預警信號 | 中國國家氣象中心 颱風預警信號 |
| ----------------------------- | ----------------------------- | ----------------------------- |
| 上一熱帶氣旋                  | 颱風黃色預警信號              | 下一熱帶氣旋                  |
| 超強颱風莎莉嘉                | 颱風黃色預警信號              | 强热带风暴蝎虎                |
| 超強颱風莎莉嘉                | 颱風橙色預警信號              | 超強颱風天鴿                  |
| 超強颱風莎莉嘉                | 颱風紅色預警信號              | 超強颱風天鴿                  |

### 香港
| 香港天文台 熱帶氣旋警告信號 | 香港天文台 熱帶氣旋警告信號 | 香港天文台 熱帶氣旋警告信號 |
| --------------------------- | --------------------------- | --------------------------- |
| 上一熱帶氣旋                | 一號戒備信號                | 下一熱帶氣旋                |
| 超強颱風莎莉嘉              | 一號戒備信號                | 強烈熱帶風暴苗柏            |
| 超強颱風莎莉嘉              | 三號強風信號                | 強烈熱帶風暴苗柏            |
| 颱風妮妲                    | 八號西北烈風或暴風信號      | 強烈熱帶風暴苗柏            |
| 颱風妮妲                    | 八號西南烈風或暴風信號      | 強烈熱帶風暴苗柏            |
| 颱風妮妲                    | 八號烈風或暴風信號          | 強烈熱帶風暴苗柏            |

### 澳門
| 地球物理暨氣象局 熱帶氣旋信號 | 地球物理暨氣象局 熱帶氣旋信號 | 地球物理暨氣象局 熱帶氣旋信號 |
| ----------------------------- | ----------------------------- | ----------------------------- |
| 上一熱帶氣旋                  | 一號風球                      | 下一熱帶氣旋                  |
| 強颱風莎莉嘉                  | 一號風球                      | 強烈熱帶風暴苗柏              |
| 強颱風莎莉嘉                  | 三號風球                      | 強烈熱帶風暴苗柏              |
| 颱風鸚鵡                      | 八號西北風球                  | 強烈熱帶風暴尼格              |
| 颱風海鷗                      | 八號風球                      | 超強颱風天鴿                  |

## 外部連結
| 太平洋颱風季             |
| 主題頁 - 專題 - 編輯指南 |

- （英文）颱風2000：各氣象部門對海馬的預測路徑集合（页面存档备份，存于）
- （英文）美國太空總署：相關資料 （页面存档备份，存于）
- （日語）日本氣象廳：數位颱風網資料（日文版（页面存档备份，存于）、英文版（页面存档备份，存于））、1622最佳路徑數據（日文版（页面存档备份，存于）、英文版（页面存档备份，存于））、2016年熱帶氣旋最佳路徑圖（日文版（页面存档备份，存于）、英文版（页面存档备份，存于））、2016年熱帶氣旋最佳路徑數據（页面存档备份，存于）、《2016年熱帶氣旋年刊》（页面存档备份，存于）
- （英文）美國聯合颱風警報中心：25W最佳路徑數據（页面存档备份，存于）、海馬路徑圖、《2016年熱帶氣旋年刊》（页面存档备份，存于）
- （英文）美國海軍研究實驗室：25W檔案[]
- （简体中文）中國國家氣象中心：2016年熱帶氣旋最佳路徑數據（页面存档备份，存于）
- （繁體中文）臺灣交通部中央氣象局：颱風資料庫——海馬、海馬最佳路徑圖
- （繁體中文）香港天文台：海馬報告（页面存档备份，存于）、2016年10月熱帶氣旋概述（页面存档备份，存于）、2016年10月天氣回顧（页面存档备份，存于）、實時天氣稿（10月16日（页面存档备份，存于）－17日（页面存档备份，存于）－18日（页面存档备份，存于）－19日（页面存档备份，存于）－20日（页面存档备份，存于）－21日（页面存档备份，存于）－22日（页面存档备份，存于））、《2016熱帶氣旋年刊》（页面存档备份，存于）
- （繁體中文）澳門地球物理暨氣象局：2016熱帶氣旋年報：颱風海馬
- （英文）菲律賓大氣地球物理和天文管理局：熱帶氣旋發佈存檔（页面存档备份，存于）、《2016年熱帶氣旋路徑年報》（页面存档备份，存于）